# James Watson Bain
 (novembre 2021).
Si vous disposez d'ouvrages ou d'articles de référence ou si vous connaissez des sites web de qualité traitant du thème abordé ici, merci de compléter l'article en donnant les références utiles à sa vérifiabilité et en les liant à la section « Notes et références ».
Pour les articles homonymes, voir Bain.
James Watson Bain (14 novembre 1875 – 23 janvier 1964), est un chimiste canadien qui sortira diplômé de l’Université de Toronto en 1897 et où il exercera une grande partie de sa carrière, y devenant professeur en 1916 puis y dirigeant le département de chimie industrielle à partir de 1920. Ce fut lui qui fonda ce dernier, créant ainsi la première chaire de chimie industrielle au Canada. Fondateur du Canadian Institute of Chemistry (qui devint plus tard le Chemical Institute au Canada), il fut par la suite président de l’Institut de chimie royal du Canada en 1948. Il fut aussi un officier de liaison auprès de la délégation militaire canadienne à Washington en matière de transport des explosifs lors de la Première Guerre mondiale.